# Folkets hus, Jönköping
Folkets Hus på Brunnsgatan 13–15 i Jönköping var tidigare ett Folkets hus, vilket uppfördes 1957–1958 efter ritningar av Gunnar Gräslund.
Huset innefattade bland annat samlingssalar, biograf, fackföreningskontor, festvåning, nöjesetablissemanget Rigoletto och biografen Aveny. Idag (2006) inrymmer fastigheten ett hotell, studentbostäder samt restaurangverksamhet.